# ヴィエシュホスワヴァ・ルドミワ・ミェシュコヴナ
ヴィエシュホスワヴァ・ルドミワ・ミェシュコヴナ（ポーランド語：Wierzchosława Ludmiła Mieszkówna, 1153年以前 - 1223年以前）は、ピャスト家出身のポーランド公女。ビッチュ領主、のちロレーヌ公のフェリー1世の妃。

## 生涯
ヴィエシュホスワヴァはポーランド大公ミェシュコ3世と、その最初の妃でハンガリー王ベーラ2世の娘エルジェーベトとの間に生まれた第4子、次女である。名前はおそらく、ポーランド大公ボレスワフ4世の妃ヴェルフスラヴァ・フセヴォロドヴナにちなんで付けられたものと思われる。ミェシュコ3世はこの娘の名づけにより、おそらく自らと兄ボレスワフ4世との関係が良好であることを示したとみられる。
1167年頃、ヴィエシュホスワヴァはロレーヌ公マチュー1世の次男のビッチュ領主フェリー1世と結婚した。この結婚は、マチュー1世の母方の伯父である神聖ローマ皇帝フリードリヒ1世のポーランド訪問中に取り決められた。ヴィエシュホスワヴァは夫との間に次の9子を産んだ。
- フェリー2世（1165年頃 - 1213年） - ロレーヌ公
- ティエリー（悪魔卿） - オティニー領主。マチュー2世・ド・モンモランシーの娘ジェルトリュードと結婚。
- アンリ - バイヨンヌ領主
- フィリップ（1243年没） - ジェルベヴィエ領主
- マチュー（1170年 - 1217年） - トゥール司教
- アガット（1242年没） - ルミルモン女子修道院長
- ジュディット - ザルム伯ハインリヒ2世と結婚
- エドヴィジュ（1228年没） - ツヴァイブリュッケン伯ハインリヒ1世と結婚
- キュネゴンド（1214年没） - リンブルフ公ヴァルラム3世と結婚

ヴィエシュホスワヴァは、フランスとポーランドの芸術の窓口となった。有名なグニェズノ大聖堂の扉は、ヴィエシュホスワヴァの努力により1180年ごろに父ミェシュコ3世の宮廷に建造されたとも考えられている。
フェリー1世とその兄ロレーヌ公シモン2世との間の長年にわたる対立の後、1205年にシモン2世は退位して修道院に入った。その後、フェリー1世はロレーヌ公となり、ヴィエシュホスワヴァはロレーヌ公妃となった。しかしフェリー1世の統治は長くは続かず、1年後に亡くなった。ヴィエシュホスワヴァは夫の死後ポーランドに戻り、1223年ごろにポーランドで死去した。